# جمعية أرباب العمل الفرنسية
جمعية أرباب العمل الفرنسية أو حركة الشركات في فرنسا أو «ميديف» (MEDEF) هي منظمة لأصحاب العمل تأسست في عام 1998، وتمثل الشركات الفرنسية.

## وزنها
جمعية أرباب العمل لديها ثقل كبير في النقاش الاجتماعي الفرنسي، على الرغم من أنها تمثل فقط (أقل من 8٪ من نقابات) وفقا لعدة مصادر

## التاريخ
تم إنشاؤها على 27 أكتوبر 1998 تحت اسم «ميديف» بالفرنسية (Medef) لتحل محل المجلس الوطني لأرباب العمل الفرنسية والغرض منها هو تمثيل الشركات الفرنسية مع مؤسسات الدولة والنقابات. وتضم المنظمة 750,000 شركة ومشترك.
في عام 2010، تلقت «ميديف» الإعانات العامة بنحو 12 مليون يورو لمساهمتها في الهيئات المشتركة، وهو ما يمثل 31٪ من ميزانيتها. وكانت ميزانيتها في عام 2012 نحو 37800000 يورو.
تولى الرئيس الحالي، بيير غاتاز المكتب في 3 يوليو 2013.